# Frédéric-Auguste Demetz

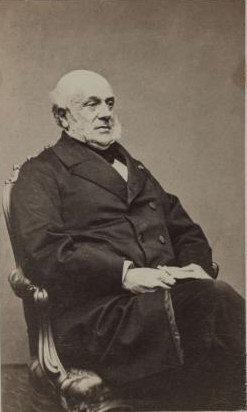
Frédéric-Auguste Demetz

Frédéric-Auguste Demetz (* 12. Mai 1796 in Paris; † 2. November 1873 ebenda) war ein französischer Jurist und Philanthrop.

## Leben
Demetz bekleidete bis 1840 verschiedene Richterämter. 1835 von seiner Regierung in Begleitung des Architekten Guillaume Abel Blouet (1795–1853) zum Studium der Strafanstalten nach den Vereinigten Staaten von Nordamerika gesandt, überzeugte er sich von den Nachteilen des pennsylvanischen Isolierungssystems für jugendliche Verbrecher, besuchte dann noch in Belgien und den Niederlanden die Ackerbaukolonien für Vagabunden und gründete mit seinem Freund Bretignière de Courteilles (gest. 1854) die Ackerbau- und Strafkolonie zu Mettray bei Tours nach dem Grundsatz moralischer Besserung. Um sich ein fähiges Hilfspersonal zu schaffen, gründete Demetz 1839 zu Mettray eine „Gesellenschule“, nahm die Unterstützung des Richterstandes und der Verwaltung in Anspruch und rief so eine Strafkolonie ins Leben, die, sich selbst erhaltend, eine Durchschnittsbevölkerung von 700 Bewohnern zählte. Demetz’ System gewann nach und nach immer mehr Eingang in Frankreich und anderen Ländern Europas, und das berühmte, von Sir Walter Crofton gegründete irische Strafsystem für Erwachsene ist dem von Demetz in manchen Stücken nachgebildet worden. Einer der eifrigsten Verfechter dieses Systems in Deutschland war Karl Friedrich von Holtzendorff.

## Werke
- Projet d’établissement d’une maison de refuge pour les prévenus acquittés, à leur Demetz, Frédéric-Auguste. Paris 1836.
- Lettre sur le système pénitentiaire à Messieurs les membres de conseil général de département de la Seine-suivie de la déliberation de conseil général de la Seine. Paris 1838.
- Rapports à M. le comte de Montalivet, pair de France, ministre secrétaire d’état au département de l’intérieur, sur les pénitenciers des États-Unis. Paris: Impr. Royale, 1837.
- Résumé sur le système pénitentiaire. Paris: Impr. Royale, 1844

| Personendaten    | Personendaten                        |
| ---------------- | ------------------------------------ |
| NAME             | Demetz, Frédéric-Auguste             |
| ALTERNATIVNAMEN  | Demetz, Frédéric Auguste             |
| KURZBESCHREIBUNG | französischer Jurist und Philanthrop |
| GEBURTSDATUM     | 12. Mai 1796                         |
| GEBURTSORT       | Paris                                |
| STERBEDATUM      | 2. November 1873                     |
| STERBEORT        | bei Paris                            |